# Cắt Levant

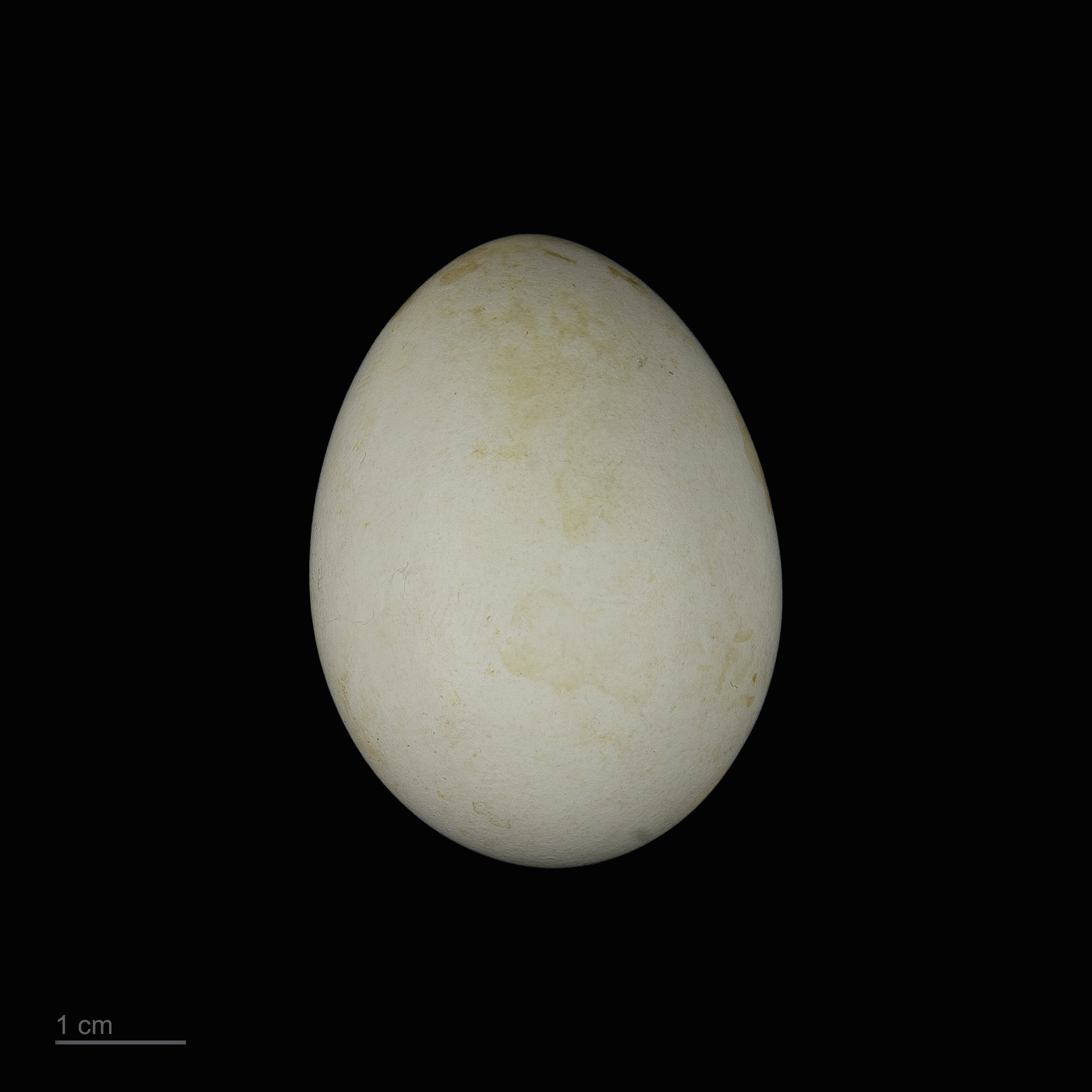
Accipiter brevipes

Accipiter brevipes là một loài chim trong họ Accipitridae.